# Tây Ngụy Phế Đế
Tây Ngụy Phế Đế (西魏廢帝) (525-554), tên húy là Nguyên Khâm (元欽), là một hoàng đế của triều đại Tây Ngụy trong lịch sử Trung Quốc. Ông thậm chí còn có ít quyền lực thực tế hơn cha là Văn Đế vì Vũ Văn Thái nắm giữ quyền lực một cách áp đảo. Năm 554, ông cố gắng lập mưu giết chết Vũ Văn Thái song đã bị phát giác, Vũ Văn Thái đã phế truất rồi không lâu sau đã giết chết ông.

## Trước khi lên ngôi
Nguyên Khâm sinh năm 525 và là con trai cả của Nam Dương vương Nguyên Bảo Cự, Cự là cháu nội của Hiếu Văn Đế, mẹ của ông là Ất Phất vương phi, Nguyên Bảo Cự còn một người con trai khác với Ất Phất vương phi là Nguyên Mậu (元戊). Từ khi còn là đứa trẻ, Nguyên Khâm đã là cậu bé với tư chất vô cùng thông minh, đáng yêu ai cũng yêu mến.
Khi mới 7 tuổi, cậu được cha giao cho Vũ Văn Thái đại tướng dạy bảo với hi vọng có thể trưởng thành và mạnh mẽ khi được sống và rèn luyện trong môi trường quân ngũ. Chính quãng thời gian sống cùng với đại trướng Vũ Văn Thái trong môi trường quân đội đã hun đúc tính cách anh dũng quả cảm của Nguyên Khâm.
Khoảng tết năm 535, Bắc Ngụy Hiếu Vũ Đế, một người em họ của Nguyên Bảo Cự bị tướng Vũ Văn Thái hạ độc sát hại do Vũ Văn Thái không chấp nhận được mối quan hệ loạn luân giữa Hiếu Vũ Đế với ba người em họ, trong đó có em gái của Nguyên Bảo Cự là Nguyên Minh Nguyệt (元明月). Vũ Văn Thái lập Nguyên Bảo Cự làm hoàng đế (tức Văn Đế). Văn Đế lập Ất Phất vương phi làm hoàng hậu, Nguyên Khâm 11 tuổi lấy danh nghĩa là con vợ cả được phong làm thái tử. Năm 538, khi cả Vũ Văn Thái và Văn Đế đang tiến hành chiến dịch chống lại Đông Ngụy, Nguyên Khâm trên danh nghĩa được giao cai quản kinh thành Trường An, song Chu Huệ Đạt (周惠達) mới là người nắm quyền trên thực tế. Khi các binh lính Đông Ngụy bị Tây Ngụy bắt trước đây hay tin về chiến thắng ban đầu của Đông Ngụy, họ đã nổi loạn bên trong Trường An cùng với Triệu Thanh Tước (趙青雀), Chu Huệ Đạt và Lý Hổ (李虎) đã buộc phải hộ tống Thái tử thoát ra khỏi Trường An. Cuối cùng, Vũ Văn Thái đã trở lại và đánh bại cuộc nổi loạn của Triệu, Văn Đế và Nguyên Khâm cùng trở về kinh thành.
Văn Đế có ít quyền lực trên thực tế, và cũng trong năm 538, để phục vụ cho ý định liên minh với Nhu Nhiên của Vũ Văn Thái, Văn Đế đã buộc phải phế truất Ất Phất Hoàng hậu và lấy con gái của Sắc Liên Đầu Binh Đậu Phạt khả hãn Uất Cửu Lư A Na Côi của Nhu Nhiên làm hoàng hậu. Năm 540, ông buộc Ất Phất Hoàng hậu phải theo Nguyên Mậu đến Tần Châu (秦州, nay gần tương ứng với Thiên Thủy, Cam Túc).
Để có thể tiếp tục nhúng tay vào triều chính lâu dài, Vũ Văn Thái đã chủ động gả con gái là Vũ Văn Vân Anh cho Nguyên Khâm. Nguyên Khâm và Vân Anh vốn là đôi bạn thanh mai trúc mã, tình cảm tâm đầu ý hợp, nay kết tình phu thê thì vô cùng hợp lý. Vũ Văn Vân Anh được lập làm thái tử phi.
Năm 542, trong cuộc tấn công của tướng Cao Hoan tại thành biên giới Ngọc Bích (玉壁, nay thuộc Vận Thành, Sơn Tây) của Tây Ngụy, Nguyên Khâm đã trấn thủ trọng thành Bồ Phản (蒲坂, cũng thuộc Vận Thành ngày nay) trong khi Vũ Văn Thái tung ra một đội quân nhằm cố gắng đuổi theo Cao Hoan khi Cao rút lui. Không rõ về trách nhiệm hay thẩm quyền thực sự của Nguyên Khiêm trong chiến dịch này.
Năm 551, Văn Đế qua đời. Nguyên Khâm lên ngôi (tức Phế Đế).

## Trị vì
Phế Đế thậm chí còn có ít quyền lực thực tế hơn cha, người mà Vũ Văn Thái tôn trọng trên danh nghĩa. Ông đã có thể cải táng Ất Phất Hoàng hậu cùng với Văn Đế. Ông lập Vũ Văn Vân Anh làm hoàng hậu. Nguyên Khâm không chỉ sủng ái mình nàng Vân Anh mà còn không thực hiện chế độ tần ngự, tức hậu cung chỉ có duy nhất hoàng hậu. Điều này có thể là do tình cảm của hai người quá tốt nhưng cũng có khả năng phần lớn là do ông ta sợ uy của nhạc phụ.
Đây chính là vị hoàng đế thực hiện chế độ một vợ một chồng duy nhất trong lịch sử cổ đại Trung Quốc. Nguyên Khâm vốn là người thông minh, tài năng nên không chỉ là người chồng biết quan tâm, yêu thương hoàng hậu của mình mà cũng rất biết chăm lo việc nước. Nhưng cũng như cha mình, mọi việc trong triều đều phải chịu sự sắp đặt của nhạc phụ. Có lẽ do Vũ Văn Thái muốn phục hồi nhiều phong tục và truyền thống thời nhà Chu nên Phế Đế không sử dụng niên hiệu; đúng hơn, những năm trong triều đại của ông chỉ đơn thuần được gọi là "nguyên niên", "nhị niên",...
Năm 553, cháu trai của Vũ Văn Thái là Uất Trì Huýnh chinh phạt các châu phía tây của Lương (trước đó nằm dưới quyền kiểm soát của người tự xưng kế thừa ngai vàng triều Lương là Tiêu Kỉ) và hợp nhất chúng vào Tây Ngụy.
Cuối năm 553, viên quan Nguyên Liệt (元烈) đã âm mưu sát hại Vũ Văn Thái song sự việc bại lộ, và Vũ Văn Thái đã giết chết Nguyên Liệt. Sau đó, Phế Đế trở nên tức giận với Vũ Văn Thái và thường xuyên nói những lời chống lại ông ta. Phế Đế cũng bí mật lập mưu giết Vũ Văn Thái, bất chấp lời khuyên từ Lâm Hoài vương Nguyên Dục (元育) và Quảng Bình vương Nguyên Tán (元贊, cháu trai của Hiếu Vũ Đế) rằng âm mưu này quá nguy hiểm. Tuy nhiên, âm mưu của Phế Đế cuối cùng đã bị một con rể khác của Vũ Văn Thái phát hiện ra. Vũ Văn Thái cho rằng Nguyên Khâm là người cứng đầu, khó bảo nên tháng 2 năm đó đã phế truất rồi giam giữ Phế Đế, lập em trai ông là Nguyên Khuếch làm hoàng đế (tức Cung Đế). Sau hai tháng Phế Đế được ban rượu độc mà chết, hưởng dương 30 tuổi.Theo Bắc sử, Vũ Văn Hoàng hậu "cũng phải chết vì bà trung thành với gia đình hoàng tộc Ngụy". Sau khi Phế Đế mất, bà đau buồn quá không thiết sống, không lâu sau thì cũng theo chồng.